# مورزوم
مورزوم (به آلمانی: Morsum) یک منطقهٔ مسکونی در آلمان است که در Sylt واقع شده‌است.